# 賈拉拉巴德戰役
賈拉拉巴德戰役（Battle of Jalalabad），是1711年莫臥兒帝國阿富汗賈拉拉巴德地區守將賈拉里汗與锡克人軍事領袖班達·辛格·巴哈都爾的戰鬥。班達·辛格·巴哈都爾欲攻下賈拉拉巴德但久攻不下，四天後撤退。
因攻城失敗，莫臥兒人對錫克人戰俘進行屠殺。